# Hubertus Brantzen
Hubertus Brantzen (* 30. August 1949 in Mainz-Mombach) ist ein deutscher katholischer Theologe.

## Leben
Nach dem Studium der Katholischen Theologie, Philosophie und Germanistik war Brantzen zunächst von 1974 bis 1979 als Pastoralreferent im Bistum Mainz tätig. Von 1979 bis 1984 arbeitete er als wissenschaftlicher Mitarbeiter von Heribert Gauly an der Universität Mainz und wurde 1983 mit der Arbeit Familienspiritualität am Beispiel einer christlichen Wochenzeitung zum Dr. theol. promoviert. Mit der Studie „Gemeinde als Heimat. Integrierende Seelsorge unter semiotischer Perspektive“ erfolgte 1991 die Habilitation im Fach Pastoraltheologie an der Universität Fribourg/Schweiz. Von 1984 bis 2014 war Brantzen als Ausbildungsleiter für die pastoralpraktische Ausbildung und Berufseinführung der Pastoralassistentinnen und ‑assistenten und der Kapläne des Bistums Mainz verantwortlich. 1991 wurde er zum Professor für Pastoraltheologie am Mainzer Priesterseminar ernannt. 
Er ist seit 1972 verheiratet mit Maria-Theresia Brantzen und hat mit ihr vier Kinder. Er ist Mitglied der Schönstatt-Bewegung.